# Veteran of the Psychic Wars
Veteran of the Psychic Wars – utwór amerykańskiej hardrockowej grupy Blue Öyster Cult napisany przez Erica Blooma (wokalistę zespołu) i Michaela Moorcocka (angielskiego pisarza, twórcę Elric of Melniboné, Dorian Hawkmoon oraz Eternal Champion). Utwór został wydany po raz pierwszy na albumie Fire of Unknown Origin. Został on także użyty na ścieżce dźwiękowej filmu animowanego z 1981 roku pt. Heavy Metal. Rozszerzona wersja utworu pojawiła się na albumie Extraterrestrial Live.
Fraza „...veteran of a Thousand Psychic Wars” pochodzi w utworu zespołu Hawkwind pt. „Standing at the Edge” pochodzącego z albumu Warrior On The Edge Of Time, który zawierał teksty utworów napisane przez Moorcocka.
Swoją wersję utworu nagrała fińska metalowa grupa Tarot, a także zespół Metallica, który zaprezentował ją 28 października 2007 roku podczas Bridge School Benefit.